# Чекакикке
Чекакикке (устар. Чека-Кикя) — река в России, протекает по территории Пуровского района Ямало-Ненецкого автономного округа. Длина реки составляет 12 км.
Начинается среди болот, окружённых сосново-еловым лесом. Течёт в северо-восточном направлении между болот. Устье реки находится в 27 км по левому берегу реки Тюнемпылькикке.

## Данные водного реестра
По данным государственного водного реестра России относится к Нижнеобскому бассейновому округу, водохозяйственный участок реки — Пур. Речной бассейн реки — Пур.
Код объекта в государственном водном реестре — 15040000112115300057831.